# Schmuér
Der Schmuér ist ein rund 12 Kilometer langer linker Nebenfluss des Vorderrheins im Schweizer Kanton Graubünden. Er durchfliesst das Val da Pigniu, ein Seitental der Surselva, in den Gemeinden Breil/Brigels und Ilanz/Glion.  

## Geographie

### Verlauf
Der Schmuér entspringt dem Glatscher da Fluaz, der sich zwischen Hausstock und Chli Ruchi erstreckt, auf etwa 2400 m ü. M. Er fliesst anfangs im Gebiet Pastget da Camutschs nach Südosten durch relativ frisch freigelegte Schotterflächen, die der Gletscher beim Rückzug zurückgelassen hat. Kurz darauf bildet der Bach aufgrund einer Weg versperrenden Endmoräne eine rund 200 Meter breite Schwemmebene aus. Hier staute sich bis etwa 2007 ein kleiner Bergsee. Unterhalb des Piz Fluaz durchbricht er sie und wird zugleich von der Endmoräne des Glatscher da Gavirolas an die östliche Talflanke verdrängt. Nach einigen Kaskaden stürzt er etwa 25 Meter tief in eine Schlucht. In diese mündet bei der Alp Cuolm von rechts der Hauptabfluss des Gavirolas Gletschers ein, nachdem zuvor schon zwei kleinere Abflüsse des Gletschers den Schmuér erreichten. Nach weiteren Kaskaden erreicht er nach rund 4 Kilometern den obersten Abschnitt des Val da Pigniu, wo er auf 1447 m ü. M. zum Panixersee aufgestaut wird. Vor dem Bau der Staumauer durchfloss er hier die ausgedehnte Panixer Alp (Alp da Pigniu). 
Er verlässt den Stausee verstärkt durch den Gebirgsbach Aua dil Mer und bildet zugleich eine kleine, bewaldete Schlucht. In diese mündet von links mit dem Ual da Ranasca ein weiterer wichtiger Zufluss, ehe sich die Schlucht bei Cuolms wieder öffnet. Der Fluss durchfliesst nun ein enges Tal, in dem er beidseitig stets von einem Waldsaum begleitet wird. Beim Dörfchen Pigniu, das an einem Hang über dem Flusslauf liegt, folgen weitere Kaskaden. Kurz darauf bildet er bei Prau Scharun eine grössere Schlucht, in der er Glarner Verrucanogestein freigedeckt hat. Diese öffnet sich erst wieder kurz wenig unterhalb von Andiast am Fusse einer Moräne. Hier mündet von rechts der längere und wasserreichere Flem ein. Die Moräne zwingt den Schmuér nach Osten und wird dabei vom Fluss stark eingeschnitten. Unterhalb der Burg Jörgenberg durchbricht er die Moräne und erreicht nach einigen Bachverbauungen bei Rueun in einem Wäldchen die Surselva.
Er nimmt zugleich den Ual da Sontg Antoni  von links auf und unterquert die Hauptstrasse 19 und die Oberländerlinie der Rhätischen Bahn. Schliesslich mündet der Schmuér auf 862 m ü. M. von links in den Vorderrhein.

### Einzugsgebiet
Das Einzugsgebiet des Schmuér erstreckt sich über eine Fläche von 100,57 Quadratkilometer. Es besteht aus 41,6 % unproduktiver Fläche, 38 % landwirtschaftlicher Fläche, 19,1 % bestockte Fläche sowie 1,3 % Siedlungsfläche. Der höchste Punkt liegt auf 3402 m ü. M. am Osthang des Bifertenstocks, die durchschnittliche Höhe beträgt 2013,5 m ü. M.
Im Norden liegt das Einzugsgebiet der Linth, im Westen das der Ferrera und im Osten das des Ual da Mulin (Mühlenbach).
Flächenverteilung

## Hydrologie
An der Mündung des Schmuér beträgt seine modellierte mittlere Abflussmenge (MQ) 4,16 m³/s. Sein Abflussregimetyp ist nivo-glaciaire und seine Abflussvariabilität beträgt 17.